# Anisopodus costaricensis
Anisopodus costaricensis är en skalbaggsart som beskrevs av Francisco Lara och Roy D. Shenefelt 1964. Anisopodus costaricensis ingår i släktet Anisopodus och familjen långhorningar.
Artens utbredningsområde är:
- Costa Rica.
- Honduras.
- Panama.

Inga underarter finns listade i Catalogue of Life.